# L'Enrajolada, Casa Museu Santacana
L'Enrajolada, Casa Museu Santacana és una obra del municipi de Martorell (Baix Llobregat) inclosa en l'Inventari del Patrimoni Arquitectònic de Catalunya. És un dels museus més antics de Catalunya. Fou fundat el 1876 per Francesc Santacana i Campmany (1810-1896) i continuat pel seu net, Francesc Santacana i Romeu (1883-1936). Està ubicat en una antiga casa particular de quatre plantes i jardí que va pertànyer a la família Santacana fins als anys seixanta, quan va ser adquirida per la Diputació de Barcelona. L'edifici va ser reformat entre 1965 i 1969 per adaptar-lo al nou projecte museogràfic i instal·lar-hi part de la col·lecció de rajoles i altres ceràmiques del militar i erudit Lluís Faraudo i de Saint-Germain (1867-1957). L'Enrajolada forma part de la Xarxa de Museus Locals de la Diputació de Barcelona.

## Descripció
Edifici de planta rectangular, planta baixa, dos pisos i coberta de teula àrab. Façana a oest. D'obra vista, finestres geminades en grups de tres: dos cossos, capitells ornats (tota de diferent temàtica), porta de quarterons ferrada i merlets coronant l'edifici. La façana a Sud presenta una composició ornamental molt acurada: llinda i muntans de portes i finestres, amb aplacat de pedra artificial i relleus; escuts, filigrana; galeria coberta amb gran quantitat de peces de mosaic a les parets.

## Història

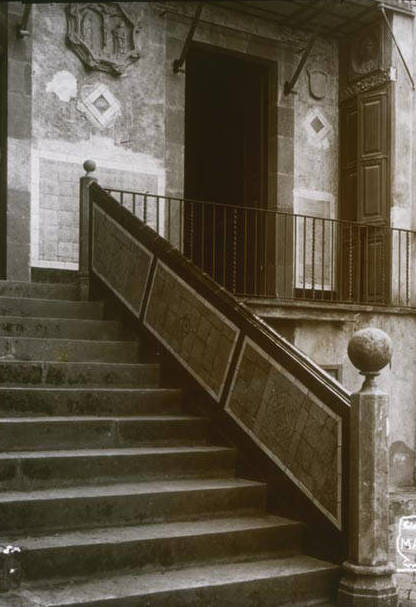
Escala principal de l'Enrajolada (entre 1890 i 1920)

Aquest Museu va ser fundat l'any 1876, en un edifici anterior, per Francesc Santacana i Campmany i ampliat el 1916 pel seu net. L'edifici és bastit amb elements arquitectònics procedents de diversos edificis barcelonins enderrocat en les reformes urbanes del s.XIX, o provinents d'edificis antics martorellencs. En el seu fons hi ha una valuosa col·lecció de rajoles catalanes, valencianes i hispanoàrab. El 1967 la Diputació incorporà el fons museístic la col·lecció Faraudo.

## El fundador
Francesc Santacana i Campmany va recopilar a casa seva restes de palaus i edificis religiosos antics mogut per l'idealisme romàntic del natzarenisme català, que revaloritzava l'art medieval, especialment l'art gòtic. Va reunir també un conjunt de pintures, realitzades per ell mateix o per altres artistes com Pau Rigalt i Fargas, Lluís Rigalt i Agustí Rigalt, Marià Fortuny, Damià Campeny, Claudi Lorenzale o Pelegrí Clavé.

## Fons

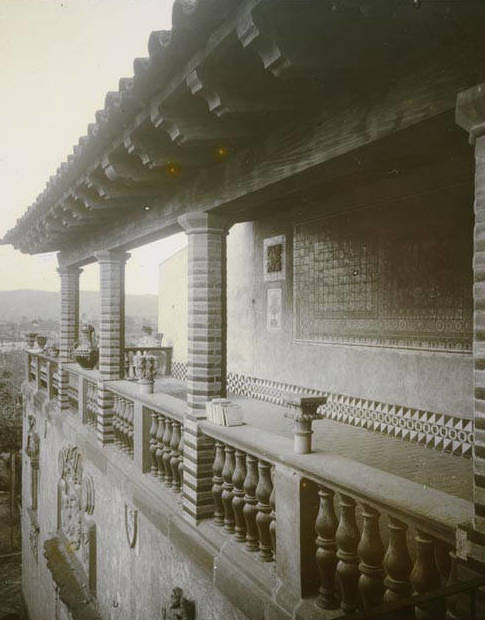
Galeria porxada de l'Enrajolada (entre 1890 i 1920)

Els fons són molt variats i de procedència ben diversa: consta de rajoles dels segles XIV a XX, peces de ceràmica, elements arquitectònics i escultòrics d'antigues edificacions, pintura del segle xix, mobiliari i elements decoratius. A més, conté materials arqueològics que provenen de les excavacions realitzades pel mateix Francesc Santacana a Martorell i la seva rodalia.
Els 120 elements arquitectònics procedeixen d'una vintena d'edificis, molts de Barcelona, entre els quals destaquen els convents del Carme, Nostra Senyora de Jerusalem, Sant Pere de les Puel·les i Santa Caterina; l'església de Sant Miquel, la catedral de Barcelona, Santa Maria de Jonqueres o el Palau Reial Menor.
La ceràmica, i en especial les rajoles, constitueixen el gruix de l'exposició permanent. Hi ha rajoles de diferents èpoques, procedències i tipus, des de les rajoles gòtiques de paviment catalanes i valencianes fins a composicions modernes de Josep Guardiola o Josep Aragay. A més de les rajoles, hi ha un conjunt important d'atuells ceràmics d'època medieval i moderna.